# آدم كاي (كاتب)
آدم ريتشارد كاي (مواليد 12 يونيو 1980) كاتب ومؤلف كوميدي بريطاني وطبيب سابق. من أعماله التلفيزيونية كريمز (الجرائم) و أولاد السيدة براون. اشتهر بأنه مؤلف الكتاب الأكثر مبيعًا في بريطانيا هذا الكتاب سيؤلمك.

## بداية حياته وطفولته
وُلد كاي للأبوين ستيوارت كاي ونعومي كاي، نشأ وتربى كاي في عائلة يهودية مع أخته صوفي. نظرًا لكون والده طبيبًا، أراد كاي أن يصبح طبيبًا أيضًا. كاي من أصل بولندي، واسم عائلته الأصلي هو ستريكوسكي.
التحق كاي بمدرسة كلية دولويتش العامة للبنين، وتخرج منها في 1997، وفي نفس العام التحق بكلية لندن الإمبراطورية، حيث درس الطب وتخرج منها في 2004. في عام 1998 أثناء دراسته للطب بدأ كاي بتأدية عروض موسيقية في الكلية. وأسس فرقته الكوميدية الموسيقية زرع الهواة وكتب لراديو بي بي سي 4.

## حياته المهنية

### في الطب
عمل كاي كطبيب بين عامي 2004 و 2010، وترك المهنة بسبب صدمته من حادث حصل لإحدى مريضاته الحوامل وهو انفصال مشيمة غير مشخص. تم نقل الأم الحامل بعد ذلك إلى وحدة العناية المركزة، بينما وُلد الجنين ميتًا. عمل كاي لعدد من السنوات كطبيب نساء وولادة، وألف كتاب عن يومياته أثناء عمله كطبيب نساء وولادة وعن الحادث الذي تسبب بتركه العمل كطبيب، وبعدها ترك الطب للعمل في الكتابة.

### في الموسيقى
بعد ان أسس كاي فرقته زرع الهواة. اكتسبت أغنيتهم "مترو أنفاق لندن"، شعبية كبيرة على الإنترنت في المملكة المتحدة في عام 2005.

### في الكتابة
كتب كاي كتابه الأول، هذا الكتاب سيؤلمك، استنادًا إلى مذكرات من حياته المهنية السابقة كطبيب، تم نشره بواسطة دار النشر بيكادور البريطانية في سبتمبر 2017 وأصبح من أكثر الكتب مبيعًا حسب تقييم جريدة صنادي تايمز البريطانية. وكانت نسخة الكتاب الورقية أيضًا من أكثر الكتب مبيعًا حسب تقييم صنداي تايمز، وأحتفظ الكتاب بمركزه هذا لأكثر من عام وبيعت أكثر من مليون نسخة. ولقد حصل الكتاب على جائزة «كتاب العام» في المملكة المتحدة من جوائز الكتاب الوطنية لعام 2018.
لاقى الكتاب استحسان النقاد، بما في ذلك الصفحات الأدبية في جريدة ذا تايمز، وجريدة الفايننشال تايمز،والجارديان، وجريدة الاسكتلندي وديلي إكسبرس. بالإضافة إلى كتاب العام، فقد فاز أيضًا بجوائز الكتاب الوطنية البريطانية لفئة الكتب الغير الخيالية، وكاتب العام الجديد، وجائزة كتاب العالم لنادي الكتاب. كما حصل أيضًا على جائزة كتاب بلاكويل الأول لعام 2017، وجائزة صنداي تايمز لكتاب العام الفكاهي، وفاز بجائزة أفضل كتاب غير خيالي للعام والجائزة الكبرى من الكتب هي جوائز حقيبتي للقراء لعام 2017. تم ترشيحه لجائزة كتاب العام الغير خيالي في حفل توزيع جوائز الكتاب البريطاني لعام 2018، وفاز بجائزة كتاب العام من مجلة المحترم البريطانية. كما تمت ترجمته إلى 28 لغة، وكان الكتاب ثاني أفضل الكتب مبيعًا في المملكة المتحدة لعام 2018.
ولقد تمت ترجمة الكتاب إلى العربية ونشره من قبل شركة دار كلمات للنشر.
صدر كتاب كاي الثاني لقد كانت الوردية الليلية قبل عيد الميلاد، في أكتوبر 2019، ولم يترجم بعد للعربية.
في 6 يوليو 2018 ،أعلنت هيئة الإذاعة البريطانية انها ستحول كتابه (هذا الكتاب سيؤلمك) إلى مسلسل دراما كوميدية من ثمانية أجزاء وسيتم بثه على قناة بي بي سي 2. ستنتجه شركة صور الاخت وسيكون كاي أيضًا منتجًا تنفيذيًا مشاركًا. وستكون مدة كل حلقة 45 دقيقة. كاي كاتب سيناريو معروف، وقد كتب وشارك في إنشاء مسلسل الجرائم الكوميدي الذي بث على قناة بي بي سي 3 في 2015. ولديه العديد من الأعمال التلفيزيونية الآخرى مثل ماهي أمريكا وأولاد السيدة براون.

## حياته الشخصية
كاي شاذ جنسيًا، وتم وضع إسمه ضمن قائمة موقع 'بينك نيوز لأكثر 50 مثلي تأثيرًا على تويتر. درس كاي الطب في كلية لندن الإمبراطورية وتخرج منها في 2004. ويعيش في تشيسوك بلندن مع زوجه جيمس فاريل، المدير التنفيذي لمسلسل صراع العروش.

## روابط خارجية
- آدم كاي على موقع IMDb (الإنجليزية)
- آدم كاي على موقع ميوزك برينز (الإنجليزية)
- آدم كاي على موقع ديسكوغز (الإنجليزية)
- آدم كاي على موقع قاعدة بيانات الفيلم (الإنجليزية)